# 酒井次武
酒井 次武（さかい つぐたけ）（1923年（大正12年）2月9日 - 2017年（平成29年）1月18日）は、日本の陸軍軍人、陸上自衛官。左衛門尉酒井家の有力支族酒井奥之助家出身。

## 略歴
東京生まれ。父は陸軍中将で日中戦争で戦死した酒井直次。仙台陸軍幼年学校を経て、陸軍士官学校（第56期）卒業。兵科は工兵。終戦時は陸軍大尉。戦後は東京大学（法学部）を中退し、会社勤務をしていたが、1951年（昭和26年）に陸上自衛隊の前身である警察予備隊に入隊。職種は施設科であるが、情報畑を歩んだのち、第8師団司令部幕僚長、札幌地方連絡部長、陸上幕僚監部施設課長、施設学校長兼勝田駐屯地司令を経て、1977年（昭和52年）7月に第1師団長に就任。1年余り勤務したのち、1978年（昭和53年）7月に退官。

## 年譜
- 1942年（昭和17年）12月17日：陸軍士官学校（56期）卒業
- 1943年（昭和18年）5月：陸軍少尉任官
- 1951年（昭和26年）12月：警察予備隊入隊（1等警察士）
- 1952年（昭和27年）10月15日：警察予備隊から保安隊に改編（1等保安士）
- 1954年（昭和29年）3月16日：3等保安正に任命[4]
- 1963年（昭和38年）8月1日：第7施設大隊長 兼 第7師団司令部施設課長
- 1966年（昭和41年）
  - 1月1日：1等陸佐に昇任[5]
  - 7月16日：防衛大学校教授[6]
- 1968年（昭和43年）3月16日：陸上幕僚監部第2部見積班長[7]
- 1970年（昭和45年）7月16日：第8師団司令部幕僚長[8]
- 1972年（昭和47年）3月16日：自衛隊札幌地方連絡部長[9]
- 1973年（昭和48年）
  - 3月16日：陸将補に昇任[10]
  - 7月16日：陸上幕僚監部施設課長[11]
- 1976年（昭和51年）3月16日：陸将に昇任、陸上自衛隊施設学校長 兼 勝田駐屯地司令[12]
- 1977年（昭和52年）7月1日：第1師団長[13]
- 1978年（昭和53年）7月28日：退官[14]
- 1993年（平成05年）4月29日：勲三等瑞宝章 叙勲[15]
- 2017年（平成29年）1月18日：逝去（享年93）。正七位から正四位に進階[16]

## 親族
- 外祖父：大村信行 - 陸軍中将
- 従伯父：酒井温理 - 青山学院大学教授
- 父：酒井直次 - 陸軍中将
- 母：酒井貞子 - 大村信行の娘

## 参考資料
- 『官報』1948年01月31日 号外 3 その他公告
- 『官報』1951年12月07日 号外 77 その他公告